# Business Software Alliance
Pour les articles homonymes, voir BSA.
La Business Software Alliance (BSA) est une association regroupant de grands fabricants de logiciels propriétaires, tels Microsoft et Adobe, et dont la raison d'être principale est la lutte contre la contrefaçon des logiciels.

## Objectifs
La Business Software Alliance est une association créée par de grandes entreprises américaines et par des éditeurs de logiciels nationaux, dans le seul but de lutter contre la contrefaçon de logiciel.
En France, BSA fait des campagnes régulières d'information auprès des entreprises, en les incitant à auditer leur parc informatique. La contrefaçon de logiciel est un délit pénal en France, puni jusqu'à 300 000 euros d'amende (qui est multipliée par 5 pour les entreprises) et de peine de prison.[réf. nécessaire] BSA organise également des contrôles dans les entreprises. Pour cela, BSA a recours à la procédure de saisie contrefaçon, qui est demandée par les éditeurs de logiciels au président du tribunal de grande instance, qui délivre une ordonnance et nomme un huissier pour effectuer cette saisie[réf. nécessaire]. La plupart du temps, il s'agit d'une saisie descriptive (l'huissier relève la liste des logiciels des éditeurs effectuant la procédure, mais ne repart pas avec les ordinateurs)[réf. nécessaire]. En fonction des justificatifs que l'entreprise fournit, les éditeurs de logiciels décident de poursuivre l'affaire devant le tribunal de grande instance ou de commerce. L'assignation doit avoir lieu dans les 15 jours suivant la saisie contrefaçon, pour que cette dernière reste valable.
Tous les ans, elle publie une étude d'évaluation de la contrefaçon de logiciel. Les chiffres diffusés sont obtenus par extrapolation en se fondant sur un panier moyen de logiciels par ordinateur, multiplié par les chiffres de ventes de matériel et comparé aux ventes de logiciels.  En 2005, le taux de contrefaçon est ainsi estimé à 35 % pour le monde (47 % pour la France, contre 21 % pour les États-Unis) mais ces chiffres sont contestés, notamment par le GAO. En 2010, elle annonce un taux de 35 % pour l'Afrique du Sud.

## Controverses
Au premier quadrimestre 1998, l'équipe d'une publication périodique d'ACBM crée une association à but non lucratif aux initiales identiques, ayant pour objet de « venir en aide aux possesseurs d'ordinateurs n'ayant pas les moyens d'acheter des logiciels » et, par là, lutter contre la contrefaçon de logiciels en prenant le contre-pied des méthodes choisies par la Business Software Alliance : les Bidouilleurs Sans Argent.
La méthode de calcul employée est contestée, puisque, notamment, elle ne tient compte ni de l'utilisation de logiciels libres, ni de la réutilisation des licences logicielles, ni des spécificités de certains pays (par exemple, les États-Unis et la France sont assimilés ensemble car l'étude statistique, qui a lieu dans douze pays, n'est pas menée en France). La méthode d'extrapolation des données aux pays non participants et l'hypothèse qu'un produit vendu illégalement remplacerait un produit vendu légalement (la différence de prix, la satisfaction du client, le fait que le client sache ou non qu'il s'agit d'un produit illégal peuvent influencer ce rapport) est contesté par le GAO, entre autres.
Le site web de la BSA déclare sur sa première page que « Le fait de copier ou de redistribuer tout logiciel protégé par des droits d'auteur constitue un acte de piratage (...) », jetant ainsi le doute sur la légalité des logiciels libres et de leur diffusion.
La BSA utilise des bots de recherche pour retrouver des fichiers couverts par la propriété intellectuelle, ce qui est parfois sujet à des erreurs ; ainsi, l'université de Münster s'est vu accusée de violation de droits parce qu'elle distribuait une version de OpenOffice.org.
Elle a parfois recours à des méthodes brutales: fermeture d'entreprise, incitation à la délation.
À la suite des révélations de câbles diplomatiques par WikiLeaks, il apparaît que le BSA souhaitait altérer l'article 15 de DADVSI par l'intermédiaire de la loi Hadopi : cet article oblige les éditeurs utilisant des DRM à fournir les codes sources de ceux-ci au gouvernement, bien qu'il n'ait jamais été appliqué.

## Liste des membres
Une liste complète est disponible sur le site français du BSA.
| - Adobe Inc. - Akamai - Alteryx - Altium - Amazon Web Services - Ansys - Asana - Atlassian - Autodesk - Bentley Systems - Box - Chaos - Cisco Systems - Cloudflare - CNC Software - Mastercam - Cohere - Corel - Dassault Systemes - Databricks - DocuSign | - Dropbox - Elastic - Exocad - EY - Graphisoft - HubSpot - IBM - Informatica - Kyndryl - MathWorks - Maxon - Microsoft - Minitab - NCP - Nikon - Notion - Okta - OpenAI - Oracle - PagerDuty | - Palo Alto Networks - Pixologic - Prokon - PTC - RIB Software - Soft SA - Rockwell Automation - Rubrik - Salesforce.com - SAP - ServiceNow - Shopify - Siemens Industry Software Inc. - Trend Micro - Trimble Solutions Corporation - Trinet - Twilio - Workday - Zendesk - Zoom |